# Lente eletrostática
Lente eletrostática é um dispositivo que auxilia no transporte de partículas carregadas. Por exemplo, ela pode guiar elétrons emitidos a partir de uma amostra a um analisador eletrônico, análogo à maneira como uma lente óptica auxilia no transporte da luz em um instrumento ótico. O recente desenvolvimento da espectroscopia eletrônica torna possível revelar a estrutura eletrônica de moléculas. Embora esta seja realizada principalmente por analisadores de elétrons, as lentes eletrostáticas também desempenham um papel significativo no desenvolvimento da espectroscopia de elétrons.